# Port-de-Piles
Port-de-Piles település Franciaországban, Vienne megyében. Lakosainak száma 548 fő (2022. január 1.). Port-de-Piles La Celle-Saint-Avant, Descartes, Nouâtre, Ports-sur-Vienne, Pussigny és Les Ormes községekkel határos.

## Népesség
A település népességének változása:
| Lakosok száma | 548  | 558  | 575  | 566  | 567  | 571  | 563  | 556  | 548  |
|               | 2013 | 2015 | 2016 | 2017 | 2018 | 2019 | 2020 | 2021 | 2022 |